# Opération Hannibal
Pendant l'Évacuation de la Prusse-Orientale de la Seconde Guerre mondiale
L’opération Hannibal est une opération navale allemande coordonnant l'évacuation vers l'Ouest de plus d'un million de soldats et de civils allemands de Courlande, de la province de Prusse-Orientale et du Corridor de Dantzig entre le milieu du mois de janvier et la fin de la guerre en mai 1945, pendant les offensives soviétiques de Prusse-Orientale et de Poméranie-Orientale.

## Contexte
L'offensive soviétique de Prusse-Orientale par le 3e front biélorusse de l'Armée rouge sous le commandement du général Ivan Tcherniakhovski débute le 13 janvier 1945 : de concert avec 2e front biélorusse du maréchal Constantin Rokossovski, l'unité scinde en deux la Prusse-Orientale entre le 23 janvier et le 10 février 1945. Les provinces orientales du Reich se retrouvent encerclées par l’avance soviétique. 
Sur des panneaux russes érigés le long des routes par les troupes du NKVD commandées par les commissaires politiques de l'Armée rouge, figuraient des citations d'Ilya Ehrenbourg : « Soldat, rappelle-toi que tu es dans le repaire de la bête fasciste » et « Soldats de l'Armée rouge, tuez ! tuez ! À mort les fascistes ! Il n’y a pas d'innocents chez eux ! Ni ceux qui vivent, ni ceux qui ne sont pas encore nés ! À mort ! À mort ! ». Les Allemands savaient à quoi s'attendre : certains avaient aperçu et traduit ces panneaux, d'autres avaient vu aux « actualités » les images des atrocités de l'Armée rouge lors d'une première incursion dans le village de Nemmersdorf en octobre 1944. En conséquence, plusieurs millions de réfugiés s'enfuirent vers l'Ouest, par des températures glaciales, tentant de rejoindre les côtes de la Baltique.
Dans ce contexte, Adolf Hitler qui entendait continuer la guerre totale à n'importe quel prix, accepta le principe d'un « repli stratégique » par une Rettungsaktion (opération d'évacuation) par voie maritime, pour renforcer la défense du Reich : le Großadmiral Karl Dönitz ordonna donc au Generaladmiral Oskar Kummetz (haut commandant de la marine de la Baltique) et au Konteradmiral Conrad Engelhardt (chef du service maritime de la Kriegsmarine), la planification et l'exécution de cette évacuation. Dönitz transmit par radio un message à Gdynia, en Pologne occupée, le 23 janvier 1945, afin de commencer les évacuations vers les ports encore en dehors de la zone d'opérations soviétique. L'opération est baptisée Hannibal. Dönitz déclare dans ses mémoires d'après-guerre que son objectif était d'évacuer autant de personnes que possible pour les soustraire aux « troupes Soviétiques revanchardes ».
L'afflux massif de militaires et de civils allemands en fit l'une des plus importantes évacuations maritimes de l'histoire. Sur ordre de Dönitz, tous les navires disponibles se trouvant dans la partie Orientale de la mer Baltique sont réquisitionnés : sur une période de 15 semaines, 494 à 1 080 navires de tous types, allant des bateaux de pêche et autres embarcations aux plus grandes unités navales d'Allemagne, acheminent à travers la mer Baltique entre 800 000 et 900 000 civils allemands et 350 000 soldats vers l'Allemagne et le Danemark occupé. C'est trois fois plus de personnes que celles évacuées lors de l'opération Dynamo (évacuation de Dunkerque en 1940).

## Opérations

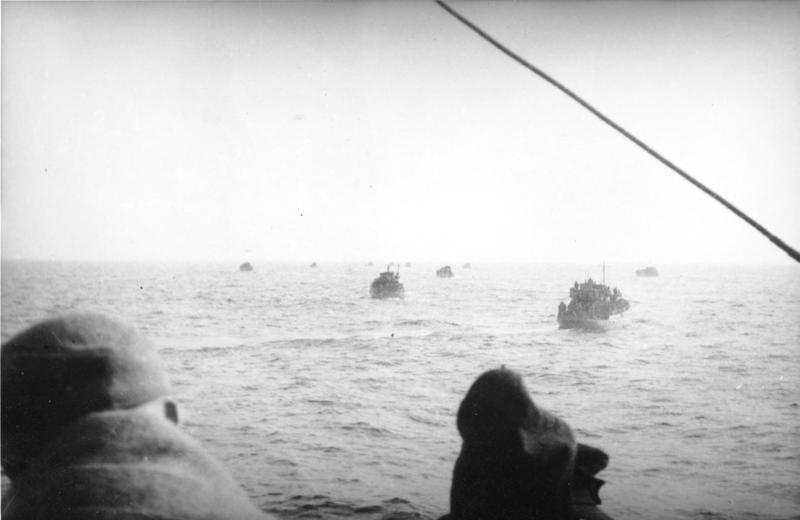
Bateaux d'évacuation traversant la mer Baltique.

Les opérations débutent le 23 janvier 1945. Le 30 janvier, les paquebots Hansa, Walter Rau et Wilhelm Gustloff (auparavant fleurons de la Kraft durch Freude, affectés ensuite à la Kriegsmarine comme navires-hôpitaux), quittent le port de Gotenhafen en Prusse occidentale, à destination de Kiel. En butte à des problèmes mécaniques, le Hansa est forcé de rentrer au port tandis que les deux autres bâtiments poursuivent leur route. Seul le Walter Rau put rejoindre sans encombre le port d'Eckernförde.
Début mars, une force opérationnelle composée du croiseur lourd Amiral Scheer accompagné de trois destroyers et du torpilleur de la classe Elbing T 36 couvrent une tête de pont allemande près de Wollin. Au cours de cette opération, de nombreuses petites embarcations navales évacuent plus de 75 000 soldats et civils encerclés dans cette zone. Ils sont ensuite emmenés par des navires de guerre de plus gros tonnage et par d'autres transports ancrés au large. Alors qu'un certain nombre de ces transports seront coulés, de gros paquebots tels que le Deutschland parviennent à transporter sans encombre jusqu'à 11 000 soldats et civils.
Dans la nuit du 4 au 5 avril 1945, une flottille de petits bateaux et de barges de débarquement évacuent plus de 30 000 soldats et civils d’Oxhöfter Kämpe en direction de Hel. Selon les estimations, près de 265 000 personnes sont évacuées de Dantzig à Hel au cours du seul mois d'avril.
Le 15 avril, un autre grand convoi composé de quatre paquebots et d'autres moyens de transport appareillent de Hel avec plus de 20 000 soldats et civils.

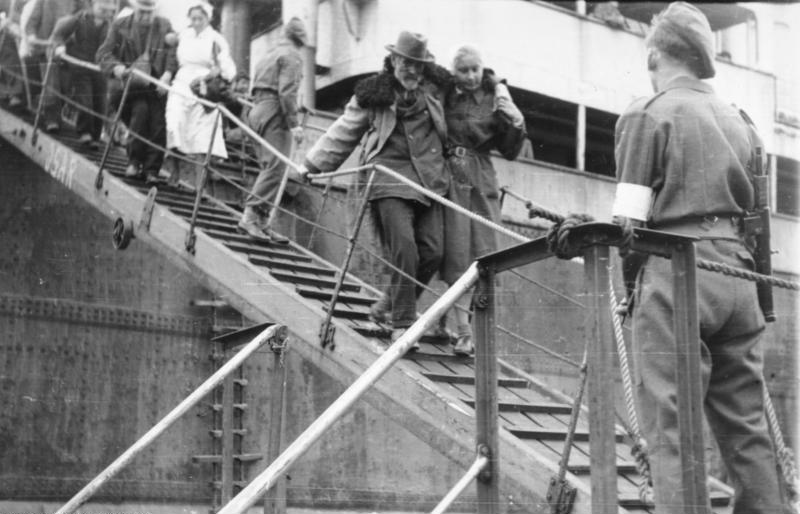
Les évacués arrivant dans un port à l'Ouest, déjà occupé par les troupes britanniques.

Initialement, lors de son accession à la présidence du Reich le 1er mai, Karl Dönitz était déterminé à poursuivre la guerre, allant jusqu'à dire au Generaloberst Carl Hilpert que les troupes de combat auraient la priorité dans l'évacuation vers l'Allemagne de la poche de Courlande. Ce n'est que dans l'après-midi du 6 mai, constatant la présence de troupes britanniques à proximité de Flensburg, qu'il renonça à ce plan.
Entre le 1er et le 8 mai 1945, plus de 150 000 personnes sont évacuées des plages de Hel. Le 3 mai, des chasseurs-bombardiers britanniques attaquent et coulent, dans le golfe de Lübeck, les navires Cap Arcona, Thielbek et Deutschland IV, arborant une grande croix rouge et chargé de milliers de réfugiés et de prisonniers évacués des camps de concentration. Les corps d'une partie des 7 300 victimes échoués sur le rivage, y demeurèrent durant tout l'été 1945. Ils sont aujourd'hui enterrés dans une fosse commune sur la plage de Neustadt, dans le Holstein.
À 21 h le 8 mai 1945, un convoi composé de 92 navires divers appareillent de la ville lettone de Liepaja, transportant 18 000 soldats et civils.
Alors que la plupart des navires ayant mené des évacuations durant les derniers jours de la guerre furent capturés par des vedette-torpilleurs de la marine soviétique, les évacuations vers l'ouest se poursuivirent pendant au moins une semaine malgré l’interdiction de ces pratiques selon les termes de la reddition allemande.

### Pénuries
Les pénuries ont considérablement entravé l'opération, la nourriture et les médicaments étant perçus comme les principaux problèmes de l'administration nazie, provoquant une mortalité excessive des seniors et des très jeunes enfants à bord des navires de sauvetage. Les autres pénuries comprenaient notamment l'approvisionnement en charbon : cela nécessitait trois semaines d'attente contre seulement dix jours pour les transports ferroviaires déplaçant les troupes vers le front, le carburant étant à son plus bas niveau depuis le début de la guerre.

### Pertes
Le 30 janvier à 21 h 8, au large des côtes de Poméranie, le sous-marin soviétique S-13 tire trois torpilles sur le Wilhelm Gustloff, naviguant par −10 °C, son pont couvert de glace, sans escorte autre qu’un torpilleur léger, chargé de milliers de passagers (des estimations récentes font état de 8 956 réfugiés, 918 officiers, sous-officiers et marins de la 2.Unterseeboot-Lehrdivision, 373 jeunes femmes des services auxiliaires de la marine, 163 membres d'équipage, ainsi que 162 soldats (gravement blessés). Le Wilhelm Gustloff coule en 90 minutes : moins de 1 100 personnes seront sauvées par les navires accourus à la rescousse. Parmi les blessés militaires étendus dans la grande salle de bal, et les auxiliaires féminines de la marine, installées dans la piscine, aucun ne réchappera.
S'il fut le plus meurtrier, ce naufrage ne fut pas le seul. Le même sous-marin S-13 (dont le commandant, le capitaine Alexandre Marinesko, sera fait Héros de l’Union soviétique en 1990, à titre posthume) torpille, le 10 février 1945, le navire-hôpital General von Steuben, qui sombre avec les 3 500 blessés de la Wehrmacht qu'il transportait de Pillau à Swinemünde. Seuls 300 survécurent au naufrage. Le 16 avril, le paquebot Goya, dont on estime qu'il transportait entre 6 000 et 7 000 réfugiés, est frappé par un autre submersible soviétique : le L-3. On comptera seulement 183 survivants et plus de 6 000 morts. En plus des notables Goya, Gustloff et Steuben, 158 autres navires de tous types furent coulés au cours des 15 semaines de l'opération Hannibal (23 janvier - 8 mai 1945).